# SynEdit
SynEdit — компонент багаторядкового редагування з відкритим вихідним кодом для Delphi і Kylix, також існує версія для C++ Builder, але її розробка більше не підтримується.

## Особливості
Компонент підтримує підсвічування синтаксису для більшості популярних мов програмування, а також деяких форматів файлів, включає в себе автодоповнення, підтримує закладки, роботу з шрифтами, функції експорту синтаксису в формат HTML, TeX або RTF і багато іншого.

## Версії
- До того, як Delphi стала підтримувати Юнікод, бібліотека постачалася в двох версіях: UNICODE (UniSynEdit) і ANSI (SynEdit). UniSynEdit була побудована на SynEdit. Після переходу Delphi на Юнікод версія ANSI не розробляється.
  - Станом на 2022 підтримуються два форки: оригінальний і TurboPack SynEdit[1]
- Free Pascal (і, відповідно, Lazarus) використовує свою версію, засновану на SynEdit 1.3. Ця версія заточена під редагування початкових кодів.

## Сумісність
Компонент SynEdit поширюється у вигляді вихідних текстів на Delphi і може бути скомпільовано з допомогою:
- Delphi
- C++ Builder (до 6 версії)
- Kylix